# Antoine Pelissolo
Antoine Pelissolo est un médecin psychiatre et homme politique français. Il est professeur de médecine, chef de service au CHU Henri-Mondor et premier adjoint au maire de Créteil.

## Biographie
Antoine Pelissolo naît le 6 novembre 1966 à Versailles, fils de Françoise Pelissolo, responsable associative (ancienne présidente de l'UFCS) et élue municipale socialiste à Maurepas (Yvelines), et de Jean-Claude Pelissolo, ingénieur polytechnicien. Après une scolarité à l'école nouvelle La Source à Meudon, il poursuit ses études de médecine à la Faculté Necker-enfants-malades.
Père de trois enfants, il est marié à Stéphany Orain-Pelissolo, psychologue spécialiste des thérapies comportementales et cognitives et de la méditation de pleine conscience.

## Carrière médicale
Antoine Pelissolo effectue son internat de psychiatrie à partir de 1990 notamment dans les services des professeurs Jean-Pierre Lépine à l’hôpital Fernand-Widal et Henri Lôo à l’hôpital Sainte-Anne[réf. nécessaire], tout en suivant une formation à la recherche auprès des Prs Daniel Wildöcher et Jean-Claude Bisserbe.[réf. nécessaire] Il se forme également aux thérapies comportementales et cognitives. Il obtient le diplôme de Docteur en médecine et de psychiatre en 1996, puis un Doctorat en Sciences en 2000.
Après avoir été chef de clinique à l’hôpital Fernand-Widal de 1996 à 2000, Antoine Pelissolo rejoint en 2000 le service de psychiatrie de l’hôpital de la Salpêtrière. Il y crée la Clinique d’Investigation des Cognitions et des Comportements (CLICC), centre de jour spécialisé dans l’évaluation et la prise en charge des troubles anxieux et phobiques sévères. Il y développe notamment des thérapies spécifiques des phobies sociales et de l’éreutophobie, et des traitements innovants pour les troubles obsessionnels-compulsifs (TOC). En 2010, il est nommé Professeur de psychiatrie à la Pitié-Salpêtrière (Université Pierre-et-Marie-Curie Paris 6, aujourd’hui Sorbonne-Université).
En 2013, Antoine Pelissolo est nommé chef du service de psychiatrie de secteur du CHU Henri-Mondor à Créteil, dans le pôle du Pr Marion Leboyer. Il développe à l’hôpital Albert-Chenevier des activités à la fois hospitalo-universitaires et de psychiatrie de secteur sur les sept communes couvertes par son service (Créteil, Maisons-Alfort, Boissy-Saint-Léger, Bonneuil, etc.), dont une consultation spécialisée dans les Troubles obsessionnels-compulsifs (TOC), une équipe mobile de soins intensifs à domicile, un hôpital de jour pour les troubles aigus ou encore, en 2022, une consultation pour les personnes souffrant de phobie des soins dentaires . Il crée également un poste de médiatrice de santé paire au sein de son service pour mieux entendre la parole des patients et les aider à construire leur parcours de rétablissement.
Il participe à la création en 2018 du Conseil local de santé mentale (CLSM) de Créteil,, pour favoriser la coordination des acteurs autour de la santé mentale dans une perspective de prévention et de déstigmatisation des troubles psychiques, d’accès aux soins et de rétablissement des personnes souffrant de handicap psychique. Il crée également des “cafés psycho” avec les habitants au sein des quartiers de Créteil ,. Il prend part également à l’établissement du Programme territorial de santé mentale (PTSM) du Val-de-Marne, en développant un projet de régulation spécialisée des appels d’urgence psychiatrique sur le département en lien avec le SAMU 94 (équipe SAS-Psy).
Antoine Pelissolo a présidé la Collégiale des psychiatres de l’AP-HP de 2016 à 2020, et est élu à la Commission médicale d’établissement (CME) de l’AP-HP depuis 2019, ainsi qu'au Conseil de surveillance depuis 2024.
En juillet 2023, il est nommé directeur médical du département Médico-Universitaire IMPACTau sein du GHU Henri-Mondor.

## Travaux de recherche
Après une Thèse de sciences consacrée aux applications psychiatriques du modèle de tempérament et de caractère de Robert Cloninger et à la validation du questionnaire 
TCI (en) , Antoine Pelissolo a mené des travaux sur les facteurs neurocognitifs, épidémiologiques et cliniques des troubles anxieux, des phobies sociales et des TOC ,,,,,,,,,. Il a notamment participé à différentes recherches sur l’utilisation de la neurostimulation en psychiatrie, et publié en 2008 avec le Pr Luc Mallet la première étude mondiale montrant l’efficacité de la stimulation cérébrale profonde dans les TOC sévères et résistants dans la revue New England Journal of Medecine. Il a également étudié les effets de la stimulation magnétique transcranienne dans les TOC, et exploré les bases neurocognitives de la peur du regard dans les phobies sociales,.
Antoine Pelissolo a été rédacteur associé de la revue Current Psychiatry Reports (section Anxiety Disorders).  

## Ouvrages et communications
Antoine Pelissolo est l’auteur d’ouvrages destinés à l’information du grand public et des patients sur les troubles psychiques, notamment sur les troubles dépressifs, phobiques et les TOC,,,. En 2009, il publie avec Stéphane Roy le seul livre français consacré à la peur obsédante de rougir en public, l’éreutophobie,. En 2016, il introduit le concept de “psychiatrie positive” insistant sur les ressources psychologiques individuelles, comme l’optimisme et la résilience, pour dépasser les souffrances liées aux troubles de santé mentale,. En 2018, il publie un livre proposant des méthodes permettant de faire face par soi-même à une trentaine de difficultés psychologiques, dans le livre “Vous êtes votre meilleur psy !”,,,.
En 2021, il consacre un livre et de nombreuses interventions à l’éco-anxiété et aux diverses conséquences psychologiques du dérèglement climatique,,,,. En octobre 2024, Antoine Pelissolo est l'invité de l'émission Etat de santé sur la chaine LCP, à propos de l'éco-anxiété. 
En 2023, avec Christophe André et Patrick Légeron, il publie "La nouvelle peur des autres" qui traite de tous les aspects de la phobie sociale (trac, timidité, anxiété sociale), notamment dans le contexte de la société du numérique et de la période post-pandémique,,,,.
En parallèle de ces ouvrages, Antoine Pelissolo publie des articles de vulgarisation scientifique et psychologique, notamment sur le site The Conversation où ses articles totalisent plus de 1,5 million de vues. Ces articles portent notamment sur la sérotonine, la dépression, les troubles anxieux ou encore la peur de parler en public. En 2023, il crée une série de podcasts sur France Culture consacrés aux effets de l'anxiété sur le cerveau,. En mai 2025, dans le cadre de l'année de la santé mentale, il participe à une émission de France 2 sur les troubles psychique animée par Faustine Bollaert et Jimmy Mohamed .

## Activités politiques
Antoine Pelissolo est membre du Parti Socialiste, dont il est secrétaire national chargé de la santé.
Sur le plan national, il participe en 2021 à la rédaction du projet présidentiel élaboré par le PS avec Boris Vallaud, puis il fait partie de l’équipe de campagne santé d’Anne Hidalgo, aux côtés du sénateur Bernard Jomier. Il travaille notamment sur un projet de “grande cause du quinquennat sur la psychiatrie et la santé mentale” porté par le Parti socialiste.
En novembre 2023, il publie avec le Pr Jean-Marc Baleyte un appel signé par plus de 3500 médecins français à désobéir en cas de suppression de l'Aide Médicale d'Etat (AME), à la suite du vote au Sénat d'un amendement prévoyant cette suppression. Cette déclaration mentionne notamment "Moi, médecin, déclare que je continuerai à soigner gratuitement les patients sans papiers selon leurs besoins, conformément au Serment d’Hippocrate que j’ai prononcé". De même, après le vote de la loi Immigration, il co-écrit avec la Docteure Julie Chastang une tribune pour dénoncer les effets "mortifères" de cette loi pour la santé des plus exclus et la santé publique,.
Sur le plan local, il se porte candidat pour la première fois en 2020 aux élections municipales à Créteil sur la liste menée par le maire sortant Laurent Cathala, élu au second tour avec 69,8% des voix. Il est alors nommé premier adjoint au maire, chargé de l’action sociale, de l’insertion, de la famille et du handicap.
En 2021, il est élu Conseiller Départemental du Conseil départemental du Val-de-Marne,, son binôme avec Josette Sol recueillant 58,5% des voix au second tour face à Aurore Moutome et Sylvain Thezard (divers droite), après avoir devancé le député LREM Jean-François M’Baye au premier tour. Antoine Pelissolo siège au Conseil départemental au sein du groupe du Parti socialiste, présidé par Bruno Hélin, qui s'exprime notamment en faveur de politiques sociales pour le logement. En juin 2024, quelques jours avant le premier tour des législatives anticipées, il co-rédige une tribune d'appel au vote pour le Nouveau Front Populaire pour faire barrage au RN, publiée par Mediapart.

## Prises de position sur la psychiatrie
En tant que psychiatre hospitalo-universitaire, le Pr Pelissolo agit pour défendre le droit des patients et de la population à des soins modernes, humanistes et accessibles à tous.
Dès 2004, Antoine Pelissolo se prononce dans Libération sur l’importance de rembourser les psychothérapies, pour répondre aux besoins des patients. Il défend principalement les thérapies comportementales et cognitives, et est l’auteur d’un chapitre dans le Livre noir de la psychanalyse.
En 2012, il publie également dans Libération une tribune pour dénoncer la stigmatisation qui vise les patients souffrant de troubles psychiques.
Il s’engage à partir de 2018 dans la défense de la psychiatrie publique, avec notamment une lettre adressée à la ministre de la santé, Agnès Buzyn, cosignée par plus de 100 psychiatres français, pour demander la sanctuarisation des budgets dédiés aux services de psychiatrie, souvent utilisés pour d’autres besoins dans les hôpitaux. Il s’exprime également sur les difficultés matérielles rencontrées par son service à Créteil.
En 2020, Antoine Pelissolo réclame dans une tribune un plan d'urgence massif pour la psychiatrie, puis il communique à de nombreuses reprises sur les graves problèmes de la santé mentale en France, notamment pendant et après la pandémie du Covid-19, avec des interviews sur France Inter, et l'émission Quotidien, et différentes publications et tribunes.
En mai 2022, il sera à l'initiative d'un nouvel "SOS" lancé par 75 professionnels de santé mentale à la première ministre Elisabeth Borne, réclamant notamment des créations massives de postes pour les services de psychiatrie.
En octobre 2023, Antoine Pelissolo est co-auteur, avec les députés Chantal Jourdan et Joël Aviragnet, d'un plan de 10 grandes mesures pour faire de la santé mentale une grande cause nationale, publié par la Fondation Jean-Jaures. Dans le même temps, il publie une tribune dans Libération pour demander que la santé mentale fasse partie des objectifs nationaux de la politique de la ville, afin de renforcer les moyens de la psychiatrie dans les quartiers politiques de la ville (QPV).
En octobre 2024, il est l'invité de l'émission Carnets de santé de Marina Carrère-d'Ecausse sur France Culture, sur la thématique de la santé mentale en France, où il affirme : "Il faut déstigmatiser les maladies mentales". Dans le même contexte de l'annonce de la Grande cause 2025 consacrée à la santé mentale, Antoine Pelissolo publie une prise de position pour souligner l'importance de ne pas en faire un simple effet de mode et de ne pas banaliser les troubles psychiatriques. En juin 2025, il dénonce l'absence de moyens nouveaux pour la psychiatrie dans le plan présenté par le ministre Yannick Neuder, tout en faisant la proposition de la création d'un diplôme d'infirmier spécialisé en soins psychiatriques.

## Défense de l’hôpital public
En 2019, Antoine participe au lancement du Collectif Inter-Hôpitaux (CIH), aux côtés notamment du Pr André Grimaldi, d’Anne Gervais, de Sophie Crozier et d'Olivier Milleron, afin d'alerter les pouvoir publics et la population sur la dégradation des hôpitaux en France. Ce collectif publie le 1er octobre 2019 une lettre ouverte au Président de la République, soutenue par 108 personnalités dont Véronique Sanson, Florence Foresti, Jérome Commandeur, Pierre Arditi, et Marie Desplechin, et appuyée par une pétition qui sera signée par plus de 450 000  français.
Antoine Pelissolo devient co-Président du CIH  avec Marie Citrini en novembre 2019, et participe à une réunion de négociation avec Agnès Buzyn, ministre des solidarités et de la santé, au soir d’une grande manifestation populaire du 14 novembre 2019. Le CIH se dira cependant extrêmement déçu par les mesures annoncées par le gouvernement à la suite de ce mouvement, ainsi que lors du Ségur de la santé, et d'autres alertes seront lancées massivement, pointant notamment l'impact de la crise de l'hôpital sur l'état de santé mentale des médecins.
Du fait de son engagement politique, Antoine Pelissolo cesse ensuite ses activités au sein du CIH, tout en continuant à réclamer des moyens pour les hôpitaux, avec notamment une tribune publiée dans Le Monde demandant une augmentation forte du nombre de médecins formés pour lutter contre les déserts médicaux et la pénurie de praticiens dans les services. En 2024, après un été encore très perturbé dans les hôpitaux publics et en particulier aux urgences et à l'occasion de la nomimation de Michel Barnier comme premier ministre, il co-signe une tribune dans Le Monde avec les responsables socialistes Olivier Faure et Guillaume Garot déclarant que "Le redressement des hôpitaux est une urgence sociale et politique". 

## Interventions publiques sur la crise sanitaire
Durant la crise sanitaire du Covid-19, Antoine Pelissolo a pris la parole pour alerter sur les conséquences psychologiques et psychiatriques de la pandémie,, en insistant sur la nécessité de faciliter l’accès à des consultations spécialisées et en demandant également l’intégration d’une psychiatre au Comité Scientifique du Covid-19, ce qui fut décidé dans les mois qui ont suivi.
Par ailleurs, il a publié avec le Dr Jimmy Mohamed une tribune dans Le Parisien en juillet 2020 pour demander de rendre obligatoire le port du masque dans les lieux publics, décision qui sera prise, mais tardivement, par le Président de la République.
En 2021, lors de la 3ème vague du Covid-19, Antoine Pelissolo publie une tribune dans Le Monde en faveur du reconfinement en expliquant que son impact sur la santé mentale des Français ne devait pas servir de prétexte pour ne pas les protéger de la hausse des contaminations.

## Distinctions
- Chevalier de la Légion d'honneur (1er janvier 2021). Insignes remis par Laurent Cathala, Maire de Créteil, le 30 juin 2021[105].

## Ouvrages publiés
- Pelissolo A. Bien se soigner avec les médicaments psy. Odile Jacob, 2005.
- Pelissolo A, Roy S. Ne plus rougir et accepter le regard des autres. Odile Jacob, 2009.
- Pelissolo A. Faut-il avoir peur des phobies ? Idées reçues sur ces angoisses qui paralysent. Le Cavalier Bleu, 2021.
- Pelissolo A. Dépression : s’enfermer ou s’en sortir ? Le Muscadier et Inserm, 2015.
- Pelissolo A. Retrouver l’espoir : abécédaire de psychiatrie positive. Odile Jacob, 2016.
- Morgiève M, Pelissolo A. TOC : la maladie de l’hyper-contrôle. Le Cavalier Bleu, 2016.
- Pelissolo A. Vous êtes votre meilleur psy ! Flammarion, 2017.
- Pelissolo A, Massini C. Les émotions du dérèglement climatique. Flammarion, 2021.
- André C, Légeron P, Pelissolo A. La nouvelle peur des autres. Trac, timidité et phobie sociale. Odile Jacob, 2023
- Collectif, dont Pelissolo A. Psychologie des émotions. Editions Sciences humaines, 2024.

Pour les professionnels :
- Quintilla Y, Pelissolo A (direction). Thérapeutiques en psychiatrie. Théories et applications cliniques. Elsevier Masson. 2015.